# Quân đội Nhật Bản
Quân đội Nhật Bản hay Quân đội Đế quốc Nhật Bản (日本軍 (Nhật Bản Quân)) là danh xưng lực lượng quân sự hợp thành của Đế quốc Nhật Bản. Sau khi nắm được quyền lực kể từ ngày 3 tháng 1 năm 1868, Thiên hoàng Minh Trị đã thực hiện hàng loạt những cải cách, trong đó có việc xây dựng một lực lượng vũ trang chính quy của Đế quốc Nhật Bản, với hai nhánh quân sự độc lập là Lục quân và Hải quân, đều đặt dưới sự chỉ huy tối cao trên danh nghĩa của Thiên hoàng. Với sức mạnh quân sự hùng mạnh, quân đội Đế quốc Nhật Bản bước dần lên địa vị bá chủ ở khu vực châu Á - Thái Bình Dương trong gần 80 năm cho đến khi sụp đổ, phải đầu hàng sau Chiến tranh thế giới thứ hai vào năm 1947 và bị giải tán bởi lực lượng Đồng Minh. Trong 7 năm sau đó, Nhật Bản không được phép xây dựng lực lượng quân đội riêng mà phải chịu sự bảo hộ quốc phòng từ Quân đội Hoa Kỳ. Mãi đến năm 1954, Nhật Bản mới được xây dựng một lực lượng quân sự riêng với tên gọi mới là Lực lượng Phòng vệ Nhật Bản với 3 nhánh quân chủng là Lực lượng Phòng vệ Mặt đất, Lực lượng Phòng vệ Biển và Lực lượng Phòng vệ Trên không. Tất cả được đặt dưới quyền Tổng tư lệnh của Tổng lý đại thần Nhật Bản. Đây chính là lực lượng vũ trang chính thức của Nhật Bản cho đến thời điểm hiện tại.

## Từ nguyên
Tùy theo thời kì, quân đội Nhật Bản được gọi với những danh xưng khác nhau.
Thông thường, danh xưng Nhật Bản Quân  (日本軍/ にほんぐん、にっぽんぐん Nihon-gun、Nippon-gun), hay Nhật Quân (日軍) được dùng để chỉ lực lượng quân đội thời kỳ Đế quốc Nhật Bản. Đương thời, Nhật Bản Quân còn được gọi với các danh xưng khác như Lục Hải Quân (陸海軍, りくかいぐん), Đế quốc Lục Hải quân (帝国陸海軍, ていこくりくかいぐん), Quốc Quân (国軍, こくぐん), Hoàng Quân (皇軍, こうぐん, すめらみくさ), Quan Quân (官軍, かんぐん).
Sau năm 1945, quân đội Đế quốc Nhật Bản bị giải thể. Trong 7 năm sau đó, Nhật Bản không được phép xây dựng lực lượng quân đội riêng mà phải chịu sự bảo hộ quốc phòng từ quân đội Mỹ. Mãi đến năm 1954, Nhật Bản mới được xây dựng một lực lượng quân sự riêng. Để tránh gợi lại những liên hệ với quân đội Đế quốc Nhật Bản, lực lượng quân sự mới này được gọi với danh xưng chính thức là Tự vệ Đội  (自衛隊/ じえいたい Jieitai). Tuy vậy, vẫn có nhiều tài liệu quốc nội Nhật Bản vẫn quen dùng thuật ngữ Nhật Bản Quân để chỉ Tự vệ Đội. Để tránh nhầm lẫn, các tài liệu này khi đề cập đến quân đội Đế quốc Nhật Bản trước đây sẽ dùng các thuật ngữ như cựu Nhật Bản Quân (旧日本軍, きゅうにほんぐん, きゅうにっぽんぐん) hay cựu Quân (旧軍, きゅうぐん).

## Lược sử

### Quân đội Đế quốc Nhật Bản
Những cải cách của Minh Trị Duy tân đã làm thay đổi tận gốc xã hội, đưa Nhật Bản nhanh chóng vươn lên hùng cường. Nhưng cũng từ đó, tham vọng của người Nhật cũng trỗi lên mạnh mẽ, muốn xây dựng một quân đội hiện đại để có thể hỗ trợ tranh giành các vùng ảnh hưởng cũng như thị trường tiêu thụ từ tay của các cường quốc phương Tây. Thông qua hàng loạt cải tổ, năm 1871, lực lượng quân sự trên bộ, Lục quân Đế quốc Nhật Bản (大日本帝國陸軍 (Đại Nhật Bản Đế quốc Lục quân)) đã chính thức thành lập. Một năm sau, năm 1872, lực lượng quân sự trên biển,  Hải quân Đế quốc Nhật Bản (大日本帝國海軍 (Đại Nhật Bản Đế quốc Hải quân)), cũng được thành lập.
Không lực thì được chia thành Không lực Lục quân (大日本帝國陸軍航空部隊 (Đại Nhật Bản Đế quốc Lục quân Hàng không bộ đội)) và Không lực Hải quân (日本帝國海軍航空隊 (Nhật Bản Đế quốc Hải quân hàng không đội))

#### Tổ chức
Trong thời đại trước chiến tranh, lục quân và hải quân có các phân hiệu trường học riêng biệt. Kể từ thời Minh Trị, phiên Choshu (長州藩) từ huyện Yamaguchi (山口県) thống trị Lục quân. Còn Hải quân thì thống trị bởi phiên Satsuma (薩摩藩) từ huyện Kagoshima (鹿児島県). Sự phân bố thống trị này đã dẫn đến việc hai quân chủng hoạt động rất riêng lẻ, thay vì có chiến lược chiến tranh chung duy nhất.
Trong suốt thời đại Chiêu Hoà, Lục quân và Hải quân có những quan điểm khác nhau về đồng minh và kẻ thù. Lục quân coi Đức Quốc Xã là đế chế đối tác tự nhiên, còn Liên Xô là mối đe dọa. Trong khi Hải quân thì nhấn mạnh rằng việc bắt tay với Đức Quốc Xã sẽ làm tổn hại mối quan hệ của Nhật Bản với Anh Quốc và Hoa Kỳ.
Một số trang thiết bị quân sự cũng được hai lực lượng mua sắm riêng. Ví dụ, Lục quân thực hiện tăng cường số tàu chiến và tàu ngầm tự thiết kế của lực lượng này trong suốt Chiến tranh thế giới thứ hai. Cựu Tổng lý đại thần Yoshida Shigeru đã từng chỉ trích chủ nghĩa phân quyền này của quân đội Nhật Bản.
Quân đội Đế quốc Nhật Bản tồn tại trong suốt thời đại của Đế quốc từ cuộc Minh Trị Duy tân năm 1868 đến Chiến tranh thế giới thứ hai, khi Hiến pháp Nhật Bản được kí kết vào năm 1947.

## Niên đại

### Thời Minh Trị
- Năm 1870 Tuyên bố hệ thống quân đội thống nhất (Lục quân theo phong cách Pháp, Hải quân theo phong cách Anh).
- 1871 Goshinpei, đội quân trực tiếp đầu tiên dưới thời Minh Trị, được tổ chức bởi nỗ lực quyên góp từ các phiên Satsuma, Choshu và Tosa.
- Công bố lệnh nhập ngũ năm 1873.
- 1874 Loạn Saga, điều động quân đến đảo Đài Loan.
- Sự kiện đảo Ganghwa (Giang Hoa) năm 1875, quân Nhật đụng độ nhà Triều Tiên.
- 1876 Loạn Kumamoto Shinfuren, loạn Akizuki, loạn Hagi chống lại chính phủ Minh Trị.
- Minh Trị năm thứ 10 (1877) nổi dậy ở phiên Satsuma, các cựu samurai chống lại chính phủ Minh Trị.
- Năm 1882 Ban hành Quân nhân sắc dụ, quy tắc đạo đức chính thức dành cho mọi binh lính Nhật Bản Quân.
- Năm 1888 Ban hành Sắc dụ Bộ Tham mưu Lục quân, Sắc dụ Bộ Tổng Tham mưu Hải quân, và Sắc dụ Bộ Chỉ huy Sư đoàn.
- Năm 1889 (Minh Trị năm thứ 22) Ban hành Hiến pháp Đế quốc Nhật Bản.
- Năm 1893 (Minh Trị năm thứ 26) Ban hành Sắc dụ Trụ sở Đế chế thời chiến.
- Minh Trị năm thứ 27 (1894) Chiến tranh Nhật–Thanh bùng nổ.
- Chiến tranh Nhật–Thanh kết thúc năm 1895. Quân đội Nhật trưng dụng Đài Loan dựa trên Hiệp ước Shimonoseki (Mã Quan hiệp ước)
- Năm 1899 (Minh Trị năm thứ 32) Phong trào Nghĩa Hòa Đoàn bùng nổ, chống lại ngoại bang, thực dân và Kitô giáo tại Trung Hoa.
- Năm 1900 (Minh Trị năm thứ 33) Thành lập một hệ thống sĩ quan quân đội hoạt động trực thuộc bộ trưởng chiến tranh, Sự kiện Kitasei.
- Minh Trị năm thứ 37 (1904) Chiến tranh Nga–Nhật bùng nổ.
- Năm 1905 (Minh Trị năm thứ 38) Chiến dịch Sakhalin, Chiến tranh Nga-Nhật kết thúc.

### Thời Đại Chính
- Năm 1913, bộ trưởng chiến tranh có thể được bổ nhiệm làm tướng lĩnh dự bị hoặc xuất ngũ nghỉ hưu.
- Năm 1914 Sự kiện Siemens, bê bối chính trị của quan chức Hải quân Đế quốc. Chiến tranh thế giới thứ nhất (Trận Tsingtao giữa Nhật và Đức).
- Năm 1918 Can thiệp Siberia giữa Khối Đồng minh và nước Cộng hoà XHCN Xô viết Liên bang Nga, kết thúc Chiến tranh thế giới thứ nhất.
- Năm 1919 (Đại Chính năm thứ 8) Ban hành Sắc dụ Bộ Chỉ huy Quan Đông quân.
- Sự kiện Nikolayevsk năm 1920, xung đột giữa quân đội Nhật và nước Cộng hoà Viễn Đông trong thời gian Nhật Bản còn can thiệp ở vùng này.
- Năm 1921 Hiệp ước Hải quân Washington.
- Sự kiện Amakasu năm 1923.
- Can thiệp Siberia kết thúc năm 1925, quân đội Ugaki co lại.

### Thời Chiêu Hòa
- Chiêu Hòa năm thứ 2 (1927)
  - Đệ nhất quân Sơn Đông
  - Đệ nhất Thảm sát Nam Kinh
- Chiêu Hòa năm thứ 3 (1928)
  - Đệ nhị quân Sơn Đông
  - Sự kiện Tế Nam.
  - Đánh bom Trương Tác Lâm.
- Chiêu Hòa năm thứ 5 (1930)
  - Hiệp ước Hải quân Luân Đôn
  - Sự kiện Vụ Xã, nổi dậy chống Nhật ở thuộc địa Đài Loan.
- Chiêu Hòa năm thứ 6 (1931)
  - Tam nguyệt sự kiện (Sự kiện tháng ba), âm mưu đảo chính tại chính quốc Nhật Bản của hội Sakurakai.
  - Sự kiện Phụng Thiên.
  - Thập nguyệt sự kiện (Sự kiện tháng mười), âm mưu đảo chính tại chính quốc Nhật Bản của hội Sakurakai.
- Chiêu Hòa năm thứ 7 (1932)
  - Ngũ nhất ngũ sự kiện (Sự kiện 15 tháng 5), âm mưu đảo chính tại chính quốc Nhật Bản của một số phần tử trong Hải quân.
  - Thành lập Mãn Châu.
- Chiêu Hòa năm thứ 9 (1934)
  - Hiệp ước Hải quân Washington bị bãi bỏ.
- Chiêu Hòa năm thứ 11 (1936)
  - Nhị nhị lục sự kiện (Sự kiện 26 tháng 2), âm mưu đảo chính tại chính quốc Nhật Bản của sĩ quan Lục quân.
  - Phục hồi hệ thống nghĩa vụ quân sự tại ngũ của bộ trưởng chiến tranh.
  - Hiệp ước chống Quốc tế Cộng sản
- Chiêu Hòa năm thứ 12 (1937)
  - Chiến tranh Trung–Nhật
  - Sự kiện Lư Câu Kiều
  - Thảm sát Nam Kinh
- Chiêu Hòa năm thứ 13 (1938)
  - Chiến dịch hồ Khasan
  - Pháp lệnh Tổng động viên quốc gia
- Chiêu Hòa năm thứ 14 (1939)
  - Chiến dịch Khalkhin-Gol
- Chiêu Hòa năm thứ 15 (1940)
  - Chiến dịch Đông Dương
- Chiêu Hòa năm thứ 16 (1941)
  - Tuyên bố chiến tranh chống lại Hoa Kỳ và Anh, Đại chiến Á Đông (Chiến tranh Thái Bình Dương), Chiến dịch Nam phương (Chiến dịch Mã Lai, tấn công Trân Châu Cảng)
- Chiêu Hòa năm thứ 17 (1942)
  - Chiến dịch Đông Ấn thuộc Hà Lan
  - Trận Midway
- Chiêu Hòa năm thứ 18 (1943)
  - Chiến dịch Guadalcanal
  - Trận Attu (Chiến dịch Landcrab)
- Chiêu Hòa năm thứ 19 (1944)
  - Chiến dịch Imphal
  - Chiến dịch Ichi-Go
  - Chiến dịch quần đảo Mariana và Palau
  - Chiến dịch Philippines
  - Thành lập một binh đoàn tấn công đặc biệt.
- Chiêu Hòa năm thứ 20 (1945)
  - Tháng 2: Hội nghị Yalta
  - Tháng 3: Trận Iwo Jima
  - Tháng 3: Oanh tạc Tokyo
  - Tháng 4: Trận Okinawa
  - Tháng 8: Vụ ném bom nguyên tử xuống Hiroshima và Nagasaki
  - Liên Xô tham gia chống Nhật (Liên Xô tấn công Sakhalin / Trận Shumshu)
  - Chấp nhận Tuyên bố Potsdam
  - Quân đội Liên Xô chiếm Nam Karafuto và Quần đảo Kuril
  - 2 tháng 9: Kí kết đầu hàng của Nhật Bản trên Chiến hạm Missouri, Đại chiến Đông Á (Chiến tranh Thái Bình Dương) và kết thúc Chiến tranh thế giới thứ hai.
  - Liên Xô chiếm lãnh thổ phía Bắc Nhật Bản.
  - Bộ Lục quân và Bộ Hải quân được giải thể, trở thành Bộ Xuất ngũ 1 và Bộ Xuất ngũ 2.
- Chiêu Hòa năm thứ 21 (1946)
  - Tháng 5: Khai mạc Tòa án Quân sự Quốc tế vùng Viễn Đông.
  - 3 tháng 11: Ban hành Hiến pháp Nhật Bản
- Chiêu Hòa năm thứ 22 (1947)
  - 3 tháng 5: Hiến pháp Nhật Bản thực thi
- Chiêu Hòa năm thứ 25 (1950)
  - 10 tháng 8: Thành lập Cảnh sát Dư bị đội (警察予備隊 Keisatsu Yobitai?)
- Chiêu Hòa năm thứ 27 (1952)
  - 10 tháng 8: Tái cơ cấu Cảnh sát Dự bị đội
- Chiêu Hòa năm thứ 29 (1954)
  - 1 tháng 7: Thành lập "Lực lượng Phòng vệ (mặt đất, hàng hải, trên không)", thành lập Cơ quan Quốc phòng (防衛庁 (Phòng vệ sảnh) Bōei-chō?) (chuyển thành "Bộ Quốc phòngBộ Quốc phòng (防衛省 (Phòng vệ tỉnh) Bōei-shō?)" ngày 9 tháng 1 năm 2007)